# Paul Lambrichts
Paul Lambrichts (ur. 16 października 1954 w Leut) – belgijski piłkarz występujący na pozycji obrońcy.

## Kariera klubowa
Lambrichts zawodową karierę rozpoczynał w 1973 roku w klubie Patro Eisden. W 1978 roku odszedł do KFC Winterslag. W 1982 roku trafił do KSK Beveren. W 1983 roku zdobył z klubem Puchar Belgii. W 1984 roku wygrał z zespołem mistrzostwo Belgii oraz Superpuchar Belgii. W 1985 dotarł z klubem do finału Pucharu Belgii, jednak Beveren przegrało tam po rzutach karnych z Cercle Brugge.
W 1988 roku przeszedł do Standardu Liège. W 1989 roku wystąpił z nim w finale Pucharu Belgii, jednak Standard uległ tam 0:2 Anderlechtowi. W 1990 roku powrócił do Beveren. W latach 1991–1993 grał w VV Overpelt-Fabriek, w którym zakończył karierę.

## Kariera reprezentacyjna
W reprezentacji Belgii Lambrichts zadebiutował 29 lutego 1984 w przegranym 0:1 towarzyskim meczu z RFN. W tym samym roku został powołany do kadry na Mistrzostwa Europy. Wystąpił na nich w dwóch meczach swojej drużyny – z Jugosławią (2:0) oraz Francją (0:5). Tamten turniej Belgia zakończyła na fazie grupowej. W drużynie narodowej Lambrichts rozegrał w sumie 5 spotkań, wszystkie w 1984 roku.